# Okręg wyborczy Queen’s County
Okręg wyborczy Queen’s County powstał w 1801 r. i wysyłał do brytyjskiej Izby Gmin dwóch deputowanych. Okręg obejmował irlandzkie hrabstwo Laois (ówcześnie zwane Hrabstwem Królowej). Okręg został zlikwidowany w 1885 r. Przywrócono go ponownie w 1918 r. jako okręg jednomandatowy i zlikwidowano ostatecznie w 1922 r.

## Deputowani do brytyjskiej Izby Gmin z okręgu Queen’s County

### Deputowani w latach 1801–1885
- 1801–1801: John Parnell
- 1801–1802: Charles Coote, 2. baron Castle Coote
- 1801–1821: William Wellesley-Pole, torysi
- 1802–1802: Henry Parnell, wigowie
- 1802–1806: Eyre Coote
- 1806–1832: Henry Parnell, wigowie
- 1821–1847: Charles Henry Coote
- 1832–1835: Patrick Lalor
- 1835–1837: Thomas Vesey
- 1837–1841: John FitzPatrick, wigowie
- 1841–1852: Thomas Vesey
- 1847–1852: John FitzPatrick, wigowie
- 1852–1865: Michael Dunne
- 1852–1859: Charles Henry Coote
- 1859–1868: Francis Plunket Dunne
- 1865–1870: John FitzPatrick, wigowie
- 1868–1880: Kenelm Thomas Digby
- 1870–1880: Edmund Dease
- 1880–1885: Richard Lalor
- 1880–1885: Arthur O’Connor

### Deputowani w latach 1918–1922
- 1918–1922: Kevin O’Higgins, Sinn Féin